# Pyrinia cerocampata
Pyrinia cerocampata là một loài bướm đêm trong họ Geometridae.